# Алгоритм Шеннона
Кодування Шеннона, назване на честь творця, Клода Шеннона, — безвтратна техніка стиснення даних для побудови префіксного коду, яка ґрунтується на наборі символів і їх імовірностях (розрахованих або виміряних). Кодування Шеннона субоптимальне в тому сенсі, що не досягає найменшої можливої очікуваної довжини кодового слова, подібно до кодування Гаффмана, і не краще але інколи рівне кодуванню Шеннона — Фано.
Метод був першим у своєму роді, цю методику використано під час доведення теореми Шеннона про завадостійке кодування в його статті 1948 року «Математична теорія зв'язку».
Цей метод кодування породив галузь теорії інформації, і без нього світ не мав би жодного з багатьох наступників; наприклад кодування Шеннона — Фано, кодування Гаффмана або арифметичного кодування. Значна частина нашого повсякденного життя пов'язана з цифровими даними, і це було б неможливим без кодування Шеннона та постійної еволюції його методів.
У кодуванні Шеннона символи розміщуються в порядку від найбільш імовірних до найменш імовірних. Їм призначаються коди з перших {\displaystyle l_{i}=\left\lceil {-\log }p_{i}\right\rceil } цифр двійкового розкладу кумулятивної ймовірності {\displaystyle \sum \limits _{k=1}^{i-1}p_{k}}. Тут {\displaystyle \left\lceil x\right\rceil } позначає функцію стеля, яка округлює {\displaystyle x} до найближчого цілого значення, більшого або рівного {\displaystyle x}.

## Приклад
У таблиці наведено приклад кодування методом Шеннона. За підсумковим кодом можна помітити, що він є менш оптимальним, ніж алгоритм Шеннона — Фано.
Перший крок — підрахунок імовірностей кожного символу. Потім рахується число {\displaystyle l} для кожної ймовірності. Наприклад, для {\displaystyle a_{2}} воно дорівнює 3 ({\displaystyle 2^{-3}\leq 0,18\leq 2^{-2}} — найменший степінь двійки —3, отже {\displaystyle l=3}). Після цього підраховується сума ймовірностей від 0 до i—1 і переводиться в двійкову форму. Потім дробова частина усікається зліва до {\displaystyle l_{i}} знаків.
| ai  | p (ai) | li | Сума pnвід n=0 до i—1 | Сума за p(ai) bin | підсумковий код |
| --- | ------ | -- | --------------------- | ----------------- | --------------- |
| a 1 | 0.36   | 2  | 0.0                   | 0.0000            | 00              |
| a 2 | 0.18   | 3  | 0.36                  | 0.0100            | 010             |
| a 3 | 0.18   | 3  | 0.54                  | 0.1000            | 100             |
| a 4 | 0.12   | 4  | 0.72                  | 0.1011            | 1011            |
| a 5 | 0.09   | 4  | 0.84                  | 0.1101            | 1101            |
| a 6 | 0.07   | 4  | 0.93                  | 0.1110            | 1110            |